# Малолучинское
Малолучинское — село в Юрьев-Польском районе Владимирской области России, входит в состав Красносельского сельского поселения.

## География
Село расположено в 13 км на восток от райцентра города Юрьев-Польский.

## История

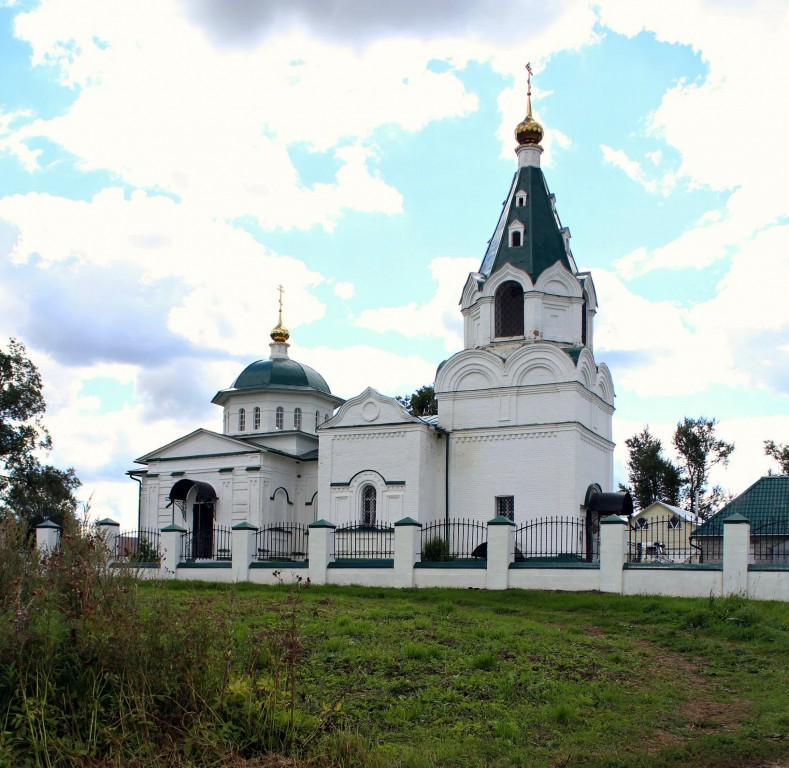
Церковь Всех Святых в селе Малолучинское, 2020 год

Исторические сведения о сём селе не восходят далее XVII столетия; из книг патриаршего казенного приказа видно, что село в 1628 году принадлежало двум владельцам: дьяку Федору Лихачеву и стрелецкому голове Андрею Жукову, и что в селе была деревянная церковь в честь Евангелиста Луки с приделом во имя святых мучеников Флора и Лавра, а дани она в патриарший казенный приказ платила "пятнадцать алтын четыре денги десятильничу гривну". В конце XIX века в селе было две церкви: деревянная и каменная. Время построения деревянной церкви неизвестно; в ней два престола: главный — в честь Евангелиста Луки и придельный — во имя святых мучеников Флора и Лавра. Каменная церковь построена усердием прихожан в 1850 году; в ней один престол — в честь Всех Святых; в 1860 году при ней построена каменная колокольня. Обе церкви холодные. В 1896 году приход состоял из одного села Лучинского, в котором числилось 95 дворов, душ мужеского пола 325, а женского пола 322 души.
В конце XIX — начале XX века село входило в состав Паршинской волости Юрьевского уезда, с 1924 года после укрупнения волостей село являлось центром Лучинской волости Юрьев-Польского уезда.
С 1929 года село являлось центром Малолучинского сельсовета Юрьев-Польского района, с 1977 года — в составе Шипиловского сельсовета, с 2005 года — в составе Красносельского сельского поселения.

## Население
| 1859 | 1905 | 2002 | 2010 | 2021 |
| ---- | ---- | ---- | ---- | ---- |
| 520  | ↗675 | ↘58  | ↘46  | ↗86  |

## Достопримечательности
В селе находится действующая Церковь Всех Святых (1850).